# Walter Winchell

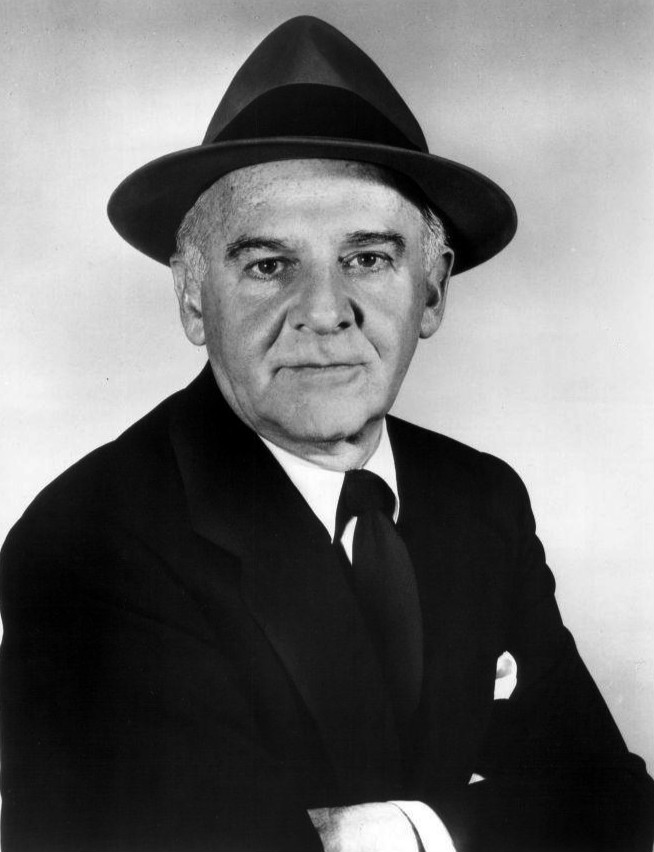
Walter Winchell (1960)

Walter Winchell (* 7. April 1897 in New York City; † 20. Februar 1972 in Los Angeles) war ein US-amerikanischer Journalist, der bei Zeitung, Radio und Fernsehen aktiv war, sowie gelegentlicher Schauspieler. Er galt für rund vierzig Jahre als der bekannteste Boulevardjournalist der USA.

## Leben
Winchell wuchs in einer jüdischen Familie in New York City auf. Nach seiner Schulzeit diente er im Ersten Weltkrieg. Danach begann er seine Karriere als Reporter und wurde ab dem Jahr 1920 fest bei der Zeitung Vaudeville News beschäftigt. Ab 1924 arbeitete er als Reporter für Evening Graphics und wechselte dann im Juni 1929 zur Zeitung New York Daily Mirror. Über seine eigentlichen Zeitungen hinaus wurden seine Kolumnen in diversen, zeitweise mehr als 100 weiteren Zeitungen und Magazinen publiziert. Außerdem arbeitete er ab 1930 für den Radiosender WABC in New York City. Er war nach dem Zweiten Weltkrieg als Fernsehjournalist für die US-amerikanischen Fernsehsender NBC und ABC tätig. 
Die Themen seiner Kolumnen waren breit gefächert, doch in der Regel waren unterhaltsame oder spektakuläre Themen sein Metier. Am Anfang seiner Karriere schrieb er vor allem Kolumnen über Stars und Theaterproduktionen am Broadway, wobei er für seine spitze Zunge bekannt wurde. Er berichtete während der Prohibitionszeit viel über das organisierte Verbrechen und machte sich damit einige Gangster zu Feinden. 1939 forderte er den Gangster Louis Buchalter öffentlich dazu auf, sich zu ergeben, was dieser dann auch tat. Auf der anderen Seite stand er mit anderen Gangstern wie Owney Madden auf gutem Fuß, sodass zu einem Zeitpunkt Maddens Leibwächter ihn gar beschützt haben sollen. Den in Deutschland aufkommenden Nationalsozialismus kritisierte er früh sehr scharf, während er in der McCarthy-Ära die Verfolgung angeblicher oder tatsächlicher Kommunisten befürwortete. Winchell rückte mit zunehmendem Alter politisch nach rechts, offenbar auch eine Folge der Enttäuschung darüber, dass Harry S. Trumans Administration nicht die Nähe zu ihm suchte wie die Administrationen davor. Häufig drehten sich seine Kolumnen aber auch um unpolitischere Themen wie Theaterstücke, Filme oder Bücher oder den Klatsch aus der Welt der Prominenten. Es wird von Winchell behauptet, dass er am Höhepunkt seiner Karriere Stars sowohl entstehen lassen als auch zerstören konnte. Nicht wenige der Meldungen des kontroversen Reporters stellten sich im Nachhinein als Falschnachrichten oder zumindest Übertreibungen heraus.
Winchell trat zwischen den 1930er- und 1960er-Jahren auch in Kinofilmen auf, meistens verkörperte er sich in kurzen Cameo-Auftritten selbst. In den Filmen Wake Up and Live und Love and Hisses hatte er im Jahr 1937 aber auch Hauptrollen inne. Im Fernsehen trat er in den 1950er-Jahren als Gastgeber mehrerer Sendungen wie der Walter Winchell Show auf. Von 1957 bis 1959 war er Gastgeber und gelegentlicher Darsteller in der Krimiserie The Walter Winchell File. Als Erzählerstimme führte er durch die zum Serienklassiker gewordene Krimiserie Die Unbestechlichen, die zwischen 1959 und 1963 entstand. Zu diesem Zeitpunkt war die Wirkungsmacht von Winchell bereits gesunken, seine Kolumnen wurden von weniger Zeitungen abgedruckt, neue Medien wie das Fernsehen und härtere Skandalberichterstattungen liefen ihm den Rang ab. Nachdem seine Stammzeitung, der New York Daily Mirror, im Oktober 1963 eingestellt wurde, publizierte er nur noch unregelmäßig und mit wenig Einfluss.
Winchell war mit Rita Greene von 1919 bis 1928 verheiratet, danach war seine langjährige Lebensgefährtin June Magee. Winchell war Vater von drei Kindern, sein Sohn Walter junior verübte 1967 Suizid. Er war eng mit dem Schriftsteller Damon Runyon befreundet, der 1946 an einer Krebserkrankung starb – davon bewegt gründete Winchell eine Stiftung, die bis zum Jahr 1970 rund 32 Millionen US-Dollar im Kampf gegen den Krebs einsammeln konnte. Die letzten Jahre seines Lebens verbrachte der bis dahin sehr medienaffine Winchell weitgehend zurückgezogen und vereinsamt im Ambassador Hotel in Los Angeles. Er starb im Februar 1972 mit 74 Jahren an Prostatakrebs.

## Wirkung und kulturelle Rezeption
Durch seine enorme Bekanntheit galt Winchell zeitweise als einer der einflussreichsten Männer der USA, dessen meinungsstarke Kolumnen oder Radioansagen die öffentliche Meinung zu bestimmten Themen oder Personen drehen konnten. Mediengeschichtlich gilt er als wichtige Persönlichkeit im Prozess der zunehmenden Verknüpfung von Unterhaltung mit Journalismus (Infotainment) im 20. Jahrhundert. Ihm wird etwa zugeschrieben, die sogenannte „Klatschspalte“ mit Boulevardnachrichten popularisiert zu haben. Seine Rücksichtslosigkeit für eine gute Schlagzeile und sein genereller Einfluss auf die Medienbranche machten ihn zu Lebzeiten und danach zu einer umstrittenen Person.
Erwähnung findet Winchells Name in dem Jazzstandard The Lady Is a Tramp von 1937 sowie in dem erst viele Jahre nach seinem Tod veröffentlichten Lied We Didn’t Start the Fire von Billy Joel. Der Schriftsteller Michael Herr veröffentlichte 1990 den Roman Walter Winchell, a Novel. In dem 2004 publizierten Roman Verschwörung gegen Amerika von Philip Roth über einen alternativen Verlauf der US-amerikanischen Geschichte nimmt Winchell eine nennenswerte Rolle ein.
Winchell gilt als Erfinder der bis heute bekannten Wortschöpfung „Frenemy“, die er 1953 erstmals in einer Kolumne verwendete.

## Filmografie (Auswahl)
- 1932: Broadway Through a Keyhole (auch Drehbuchautor)
- 1937: Wake Up and Live
- 1937: Love and Hisses
- 1947: Daisy Kenyon
- 1949: Der besiegte Geizhals (Sorrowful Jones) (nur Stimme)
- 1954: Rhythmus im Blut (There's No Business Like Show Business)
- 1956: The Walter Winchell Show (Fernsehshow)
- 1957: Ein Gesicht in der Menge (A Face in the Crowd)
- 1957: Ein Leben im Rausch (The Helen Morgan Story)
- 1957–1959: The Walter Winchell File (Fernsehserie, als Gastgeber)
- 1959–1963: Die Unbestechlichen (The Untouchables; Fernsehserie, als Erzählerstimme in 119 Folgen)
- 1960: Hallo Page! (The Bellboy, als Erzählerstimme)
- 1960: College Confidential
- 1968: Wild in den Straßen (Wild in the Streets)

## Preise und Auszeichnungen (Auswahl)
- National Radio Hall of Fame
- Stern auf dem Hollywood Walk of Fame